# Sao Hải Vương nóng

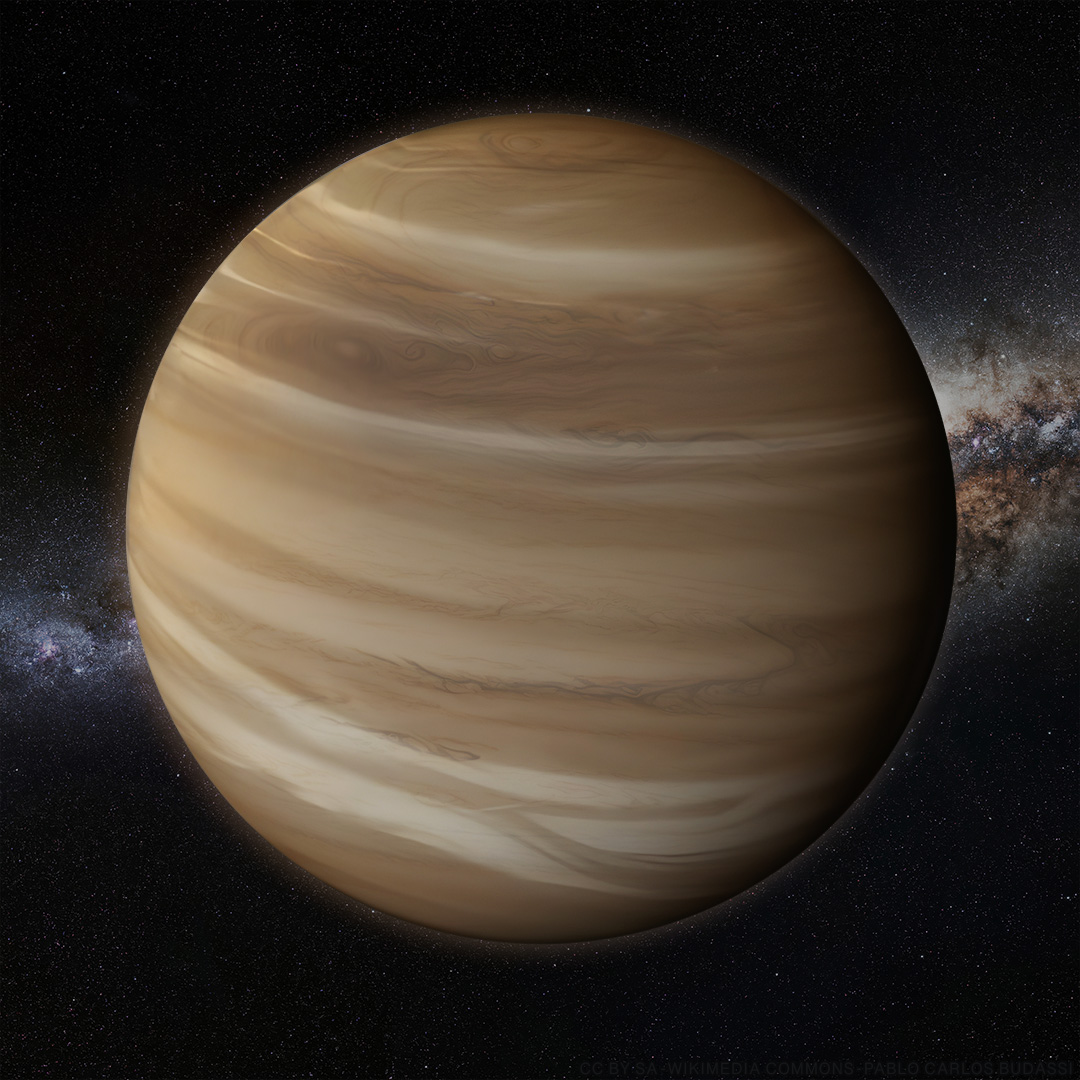
Minh họa một Sao Hải Vương nóng.

Sao Hải Vương nóng là một loại hành tinh khổng lồ với khối lượng tương tự như khối lượng của Sao Thiên Vương hoặc Sao Hải Vương có quỹ đạo gần ngôi sao của nó, thường là trong phạm vi ít hơn 1 AU. Sao Hải Vương nóng đầu tiên được phát hiện với sự chắc chắn là Gliese 436 b vào năm 2007, một hành tinh ngoài Hệ Mặt Trời cách khoảng 33 năm ánh sáng. Các quan sát gần đây đã tiết lộ một số lượng lớn các Sao Hải Vương nóng tiềm năng trong Dải Ngân Hà hơn các suy nghĩ trước đó. Sao Hải Vương nóng có thể đã hình thành hoặc là in situ (tức là trong quỹ đạo mà hiện quan sát thấy) hoặc là ex situ.

## Đặc điểm chung
Do việc ở gần sao chủ nên Sao Hải Vương nóng có tỉ lệ và cơ hội quá cảnh ngôi sao của nó lớn hơn nhiều từ một điểm xa trung tâm hơn, so với các hành tinh có cùng trọng lượng nhưng có quỹ đạo lớn hơn. Điều này làm gia tăng cơ hội khám phá chúng bằng các phương pháp quan sát dựa trên quá cảnh thiên thể.
Một số Sao Hải Vương nóng quá cảnh bao gồm Gliese 436 b và HAT-P-11b. Gliese 436 b (còn được gọi là GJ 436b) là những Sao Hải Vương nóng đầu tiên được khám phá với sự chắc chắn vào năm 2007.. Hành tinh ngoài Hệ Mặt Trời Mu Arae c (hay HD 160691 c) được khám phá năm 2004 cũng có thể là Sao Hải Vương nóng, nhưng nó vẫn chưa được quyết định một cách dứt khoát. Một cái khác có thể là Kepler-56b, hành tinh có trọng lượng có phần lớn hơn của Sao Hải Vương và quay quanh ngôi sao của nó ở khoảng cách 0.1 AU, gần hơn Sao Thủy quay quanh Mặt Trời.